# Johannes Vares

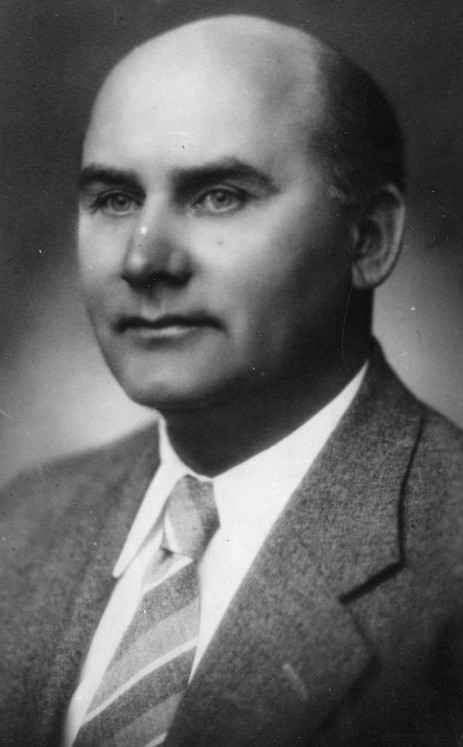

Johannes Vares (Pseudonym: Johannes Barbarus; * 31. Dezember 1889jul. / 12. Januar 1890greg.  im Dorf Heimtali, heute Gemeinde Pärsti, Kreis Viljandi (Estland); † 29. November 1946 in Tallinn, Estnische SSR) war ein estnischer Schriftsteller, Lyriker, Arzt und Politiker.

## Leben
Johannes Vares besuchte das Gymnasium in Pärnu und studierte von 1910 bis 1914 an der Medizinischen Fakultät der Universität Kiew. Er nahm als Militärarzt am Ersten Weltkrieg und von 1918 bis 1920 am estnischen Freiheitskrieg gegen Sowjetrussland teil.
Johannes Vares ließ sich danach als Arzt in Pärnu nieder, engagierte sich als radikaler Sozialist und begann unter seinem Pseudonym Johannes Barbarus eine schriftstellerische Karriere. Vor allem die französische Literatur der Zeit und die Clarté-Bewegung übten starken Einfluss auf ihn aus. Er selbst war in der Künstlergruppierung Siuru aktiv, in die er starke Elemente der französischen Lyrik einbrachte.
Mit der Besetzung Estlands durch die Sowjetunion war Johannes Vares vom 22. Juni bis 25. August 1940 Ministerpräsident der ersten sowjetischen Marionettenregierung. Mit der Einverleibung Estlands in die Sowjetunion wurde er am 25. August 1940 Vorsitzender des Präsidiums des Provisorischen Obersten Sowjets der Estnischen Sozialistischen Sowjetrepublik (Eesti NSV Ajutise Ülemnõukogu Presiidiumi esimees). Er hatte das Amt bis zu seinem Tod 1946 inne.
Von 1941 bis 1944 floh er vor den deutschen Besatzungstruppen ins Exil nach Russland. Er kehrte mit der erneuten Besetzung Estlands durch die Sowjetunion am Ende des Zweiten Weltkriegs nach Estland zurück.
Als Johannes Vares mehr und mehr in das Fadenkreuz des NKWD geriet, erschoss er sich im November 1946 im Regierungssitz Schloss Kadriorg in Tallinn.

## Literarisches Werk
Barbarus begann als Symbolist, wandte sich aber schnell dem Expressionismus zu, deren wichtigster Vertreter neben Marie Under er in Estland wurde. Nicht zuletzt durch seinen Arztberuf weist seine Dichtung dadurch Berührungspunkte zu Gottfried Benn auf. Seine späteren Gedichte können dann als kubistisch oder konstruktivistisch bezeichnet werden, was bereits in den Titeln seiner Sammlungen zum Ausdruck kommt: Der geometrische Mensch (1924), Der multiplizierte Mensch (1927). Angesichts des aufkommenden Faschismus wurde Barbarus’ Dichtung in den 1930er-Jahren wieder politisch-engagierter. Nach dem politischen Umschwung  von 1940 wurde seine Dichtung regelrechte Propagandadichtung der neuen Machthaber.

## Auszeichnungen
- 1915 Russischer Orden der Heiligen Anna
- 1915 Sankt-Stanislaus-Orden
- 1920 Freiheitskreuz
- 1945 Verdienter Schriftsteller der ESSR

## Bibliographie
- Fata-Morgana. Tartu: Noor-Eesti 1918. 70 S.
- Inimene ja sfinks ('Mensch und Sphinx'). Tallinn: Auringo 1919. 79 S.
- Katastroofid ('Katastrophen'). Tallinn: Auringo 1920. 63 S.
- Vahekorrad ('Verhältnisse'). Tartu: Tarapita 1922. 95 S.
- Geomeetriline inimene ('Der geometrische Mensch'). s.l.: s.n. 1924. 109 S.
- Multiplitseerit inimene ('Der multiplizierte Mensch'). Tallinn: Eesti Kirjanikkude Liit 1927. 102 S.
- Maailm on lahti! ('Die Welt in Aufruhr!'). Tallinn: s.n. 1930. 121 S.
- Tulipunkt ('Feuerpunkt'). Tallinn: s.n. 1934. 159 S.
- Memento: kaks mälestuspoeemi ('Memento: zwei Erinnerungspoeme'). Tallinn: Sõprus 1936. 64 S.
- Kalad kuival ('Fische auf dem Trockenen'). Tartu: Noor-Eesti 1937. 167 S.
- Üle läve ('Über die Schwelle'). Tartu: Noor-Eesti 1939. 114 S.
- Relvastatud värsid ('Bewaffnete Verse'). Moskau: ENSV Riiklik Kirjastus 1943. 80 S.
- Rindeteedel ('Auf Frontpfaden'). Tallinn: Ilukirjandus ja Kunst 1944. 73 S.
- Samm-sammult võidule ('Schritt für Schritt zum Sieg'). Tallinn: Ilukirjandus ja Kunst 1946. 145 S.
- Vastu voolu ('Gegen den Strom'). Tallinn: Ilukirjandus ja Kunst 1946. 198 S.

## Deutsche Übersetzungen
Von Barbarus sind nur wenige Gedichte in deutscher Übersetzung erschienen, die Eingang in Zeitschriften oder Anthologien fanden.

## Sekundärliteratur
- Peep Harald: Johannes Vares Barbarus. Lühimonograafia. Tallinn: Eesti Riiklik Kirjastus 1959. 96 S.
- J. Barbaruse ja L. Toomi kirjavahetusest. Koostanud R. Hinrikus. Tallinn: Eesti Raamat 1984. 33 S.
- Johannes Vares Barbarus. Personaalnimestik. Koostanud Maire Liivamets. Tallinn: Eesti NSV Riiklik Kultuurikomitee, Eesti Rahvusraamatukogu 1989. 158 S.
- Anneli Kõvamees: Constructing a Text, Creating an Image: The Case of Johannes Barbarus, in: Interlitteraria 23/1 (2018), S. 33–47.